# Białe Błota (Trzebuń)
Białe Błota (dodatkowa nazwa w j. kaszub. Biôłé Błota) – część wsi Trzebuń w Polsce, położona w województwie pomorskim, w powiecie kościerskim, w gminie Dziemiany. Wchodzą w skład sołectwa Trzebuń.
Białe Błota położone są pomiędzy Wdzydzkim Parkiem Krajobrazowym a Zaborskim Parkiem Krajobrazowym w kompleksie leśnym Borów Tucholskich.
W latach 1975–1998 Białe Błota położone były w województwie gdańskim.